# 고노에 모토미치
고노에 모토미치(일본어: 近衛基通)는 헤이안 시대 말기부터 가마쿠라 시대 초기까지의 공경이다. 종1위·섭정·관백·내대신. 통칭은 후겐지 관백(普賢寺関白).
| 전임 고노에 모토자네 | 제2대 고노에가 당주 1166년 ~ 1208년 | 후임 고노에 이에자네 |